# TIROS-1

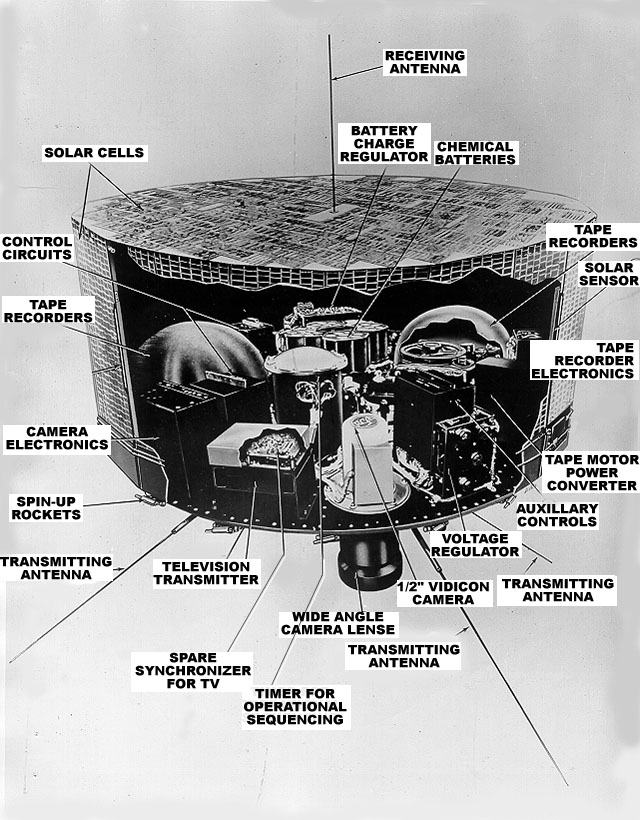
TIROS I的儀器和設備。

TIROS I （或TIROS-1） 是第一顆成功的氣象衛星， 是電視攝影及紅外線觀測衛星系列之第一顆。它於美國東部時間1960年4月1日6:40在美國佛羅里達州卡納維拉爾角發射。
TIROS I 被設計用來實驗測試技術為從接近圓形的軌道拍攝氣候模式的電視畫面，從海拔435.5英里（700.9）到468.28英里（753.62）。 雖然只有78天的可使用時間（比計划少15天），但它比先鋒2號更成功，表現在衛星可用於在太空測量氣候狀況，發送回了22,952張照片。
TIROS I 19英寸（0.48）高，直徑42英寸（1.1）。  兩部電視攝像機被放在270英磅（120）飛行器，帶著兩個錄像帶可以用來在衛星飛出通信范圍內儲存攝影。 由兩塊記載電池提供能源，由9200太陽能電池充電。

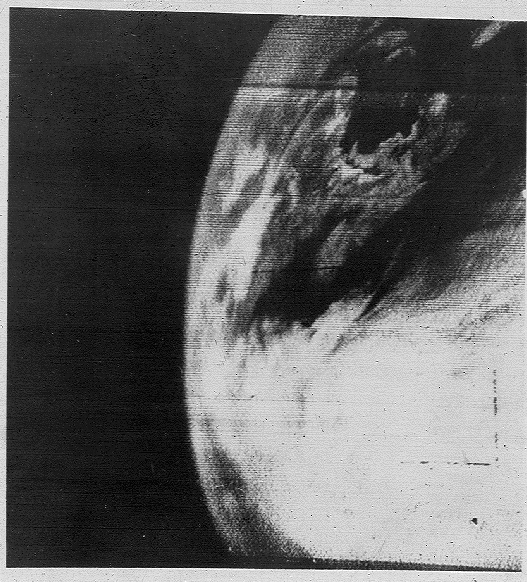
第一張TIROS I從太空中傳送回的照片。
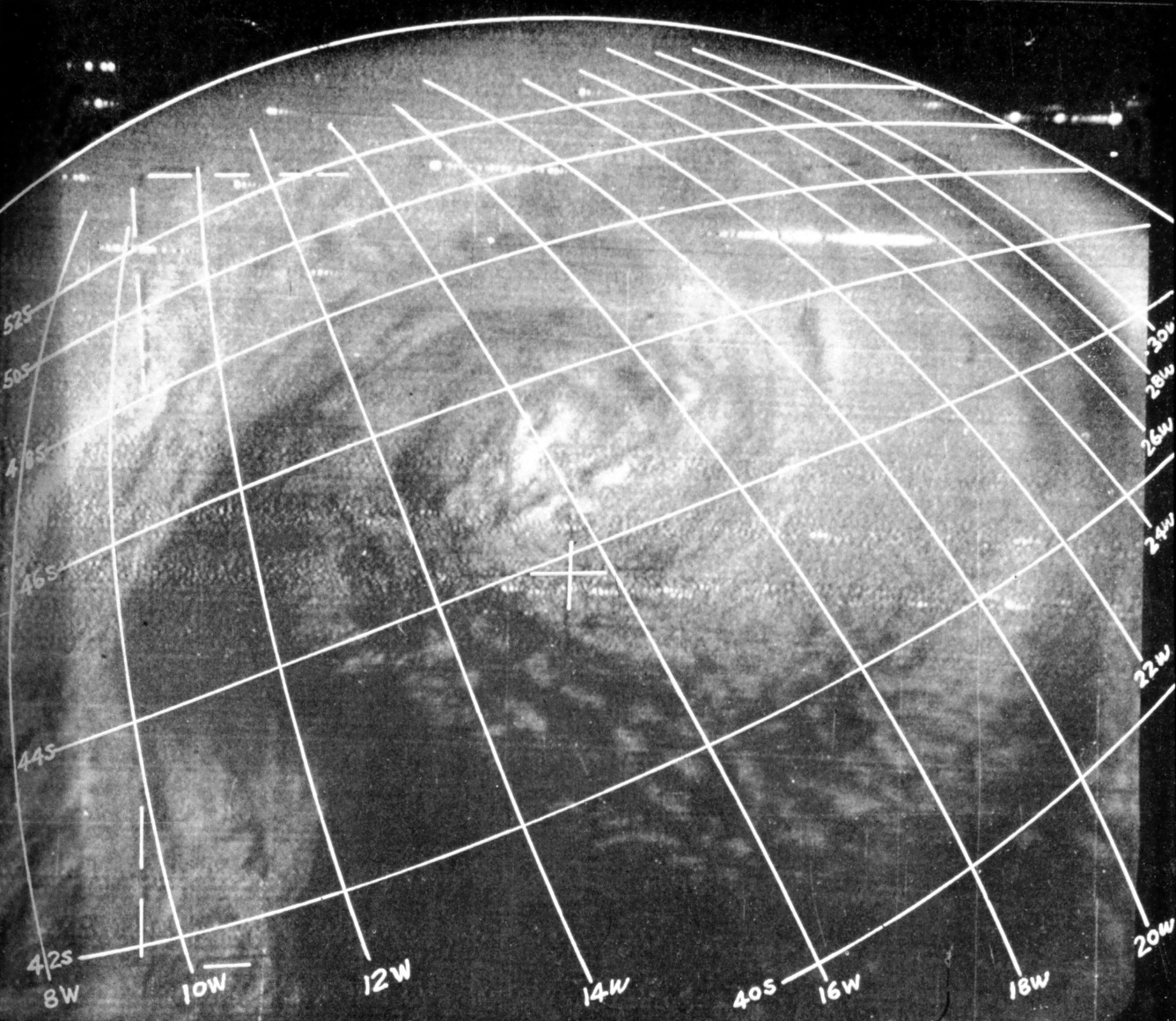
TIROS I拍攝的一張氣旋。